# 31 canzoni
31 canzoni è una raccolta di 26 saggi sulla musica dello scrittore inglese Nick Hornby. Pubblicata nel 2002, parla di 31 canzoni e della particolare risonanza emotiva che hanno avuto nei suoi confronti.

## Contenuto
Ci sono 31 canzoni, ma solo 26 saggi; in alcuni casi, più canzoni sono discusse nell'ambito di un unico pezzo.
1. Teenage Fanclub - "Your Love Is the Place Where I Come From"
2. Bruce Springsteen - "Thunder Road"
3. Nelly Furtado - "I'm Like a Bird"
4. Led Zeppelin - "Heartbreaker"
5. Rufus Wainwright - "One Man Guy"
6. Santana - "Samba Pa Ti"
7. Rod Stewart - "Mama, You Been on My Mind"
8. Bob Dylan - "Can You Please Crawl Out Your Window?" / The Beatles - "Rain"
9. Ani DiFranco - "You Had Time" / Aimee Mann - "I've Had It"
10. Paul Westerberg - "Born for Me"
11. Suicide - "Frankie Teardrop" / Teenage Fanclub - "Ain't That Enough"
12. The J. Geils Band - "First I Look at the Purse"
13. Ben Folds Five - "Smoke"
14. Badly Drawn Boy - "A Minor Incident" (dalla colonna sonora del film About a Boy - Un ragazzo)
15. The Bible - "Glorybound"
16. Van Morrison - "Caravan"
17. Butch Hancock and Marce LaCouture - "So I'll Run"
18. Gregory Isaacs - "Puff, the Magic Dragon"
19. Ian Dury and the Blockheads - "Reasons to be Cheerful, Part 3" / Richard and Linda Thompson - "Calvary Cross"
20. Jackson Browne - "Late for the Sky"
21. Mark Mulcahy - "Hey Self-Defeater"
22. The Velvelettes - "Needle in a Haystack"
23. O.V. Wright - "Let's Straighten It Out"
24. Röyksopp - "Röyksopp's Night Out"
25. The Avalanches - "Frontier Psychiatrist" / Soulwax - "No Fun" / "Push It"
26. Patti Smith Group - "Pissing in a River"

## Dedica
A Lee, e a tutti coloro che, come lui, mi hanno fatto conoscere nuove canzoni

## Edizioni
- Nick Hornby, 31 canzoni, Prima edizione Saggistica TEA giugno 2004, Guanda / Tea Due, 2004,  p. 168, ISBN 978-88-502-0638-4.
- Nick Hornby, 31 canzoni, Terza edizione Saggistica TEA aprile 2009, Guanda / Tea Due, 2009,  p. 168.